# Passeport argentin
Le passeport argentin (en espagnol : pasaporte argentino) est utilisé par les citoyens argentins pour voyager à l'étranger. Pour voyager dans le Mercosur ou bien en Bolivie, au Chili ou au Venezuela, la carte d'identité est suffisante.
Jusqu'au 1er mars 2011 a été gérée au niveau fédéral en Argentine police, de sa construction au Registre national des personnes. Ce document est valable pour dix ans.

## Sans visa ou visa à l'arrivée (VOA)

### Amérique
| - Anguilla - Antigua-et-Barbuda - Aruba - Bahamas - Barbade - Bermudes - Bolivie - Brésil - Îles Caïmans - Chili | - Colombie - Costa Rica - Dominique - République dominicaine - Équateur - Salvador - Guyane - Grenade - Guatemala - Guadeloupe | - Guyana - Haïti - Honduras - Jamaïque - Martinique - Mexique - Antigua-et-Barbuda - Nicaragua - Panama - Paraguay | - Pérou - Saint-Christophe-et-Niévès - Sainte-Lucie - Saint-Pierre-et-Miquelon - Saint-Vincent-et-les-Grenadines - Trinité-et-Tobago - Uruguay - Venezuela - Îles Vierges britanniques |

### Afrique
| - Botswana - Comores (VOA) - Djibouti (VOA) - Égypte (VOA) - Éthiopie (VOA) | - Madagascar (VOA) - Maurice (VOA) - Mayotte - Maroc | - Mozambique (VOA) - La Réunion - Seychelles - Afrique du Sud | - Togo (VOA) - Tunisie - Zambie (VOA) - Zimbabwe (VOA) |

### Asie
| - Bangladesh (VOA) - Cambodge (VOA) - Timor oriental (VOA) - Hong Kong - Indonésie (VOA) - Israël - Jordanie (VOA) | - Japon - Corée du Sud - Laos (VOA) - Liban - Macao (VOA) - Malaisie - Maldives | - Népal (VOA) - Oman (VOA) - Philippines - Singapour - Sri Lanka (VOA) - Tadjikistan (VOA) - Thaïlande |  |

### Europe
| - Union européenne - Albanie - Andorre - Arménie (VOA) - Azerbaïdjan (VOA) - Bosnie-Herzégovine - Croatie - Géorgie (VOA) - Islande - Liechtenstein | - Macédoine du Nord - Monaco - Monténégro - Norvège - Russie - Saint-Marin - Serbie - Suisse - Turquie - Vatican |

- Espagne

### Océanie
| - Îles Cook - Fidji - Polynésie française - Kiribati - Îles Marshall | - États fédérés de Micronésie - Nouvelle-Calédonie - Nouvelle-Zélande - Niue - Palaos | - Papouasie-Nouvelle-Guinée (VOA) - Samoa - Îles Salomon - Timor oriental (VOA) - Tokelau | - Tonga - Tuvalu - Vanuatu - Wallis-et-Futuna |